# جزه
جزه بالفارسية جزه قرية صغيرة تتبع بلدة شيبكوه (بالفارسية: بخش شيبكوه) من توابع مدينة لنجة وتقع في محافظة هرمزگان في جنوب إيران. تقع القرية على مسافة ثلاث كيلومترات من ناحية الشرق لقرية نخیلوه.

## حدود قرية جزه
حدود قرية جزه، من الشمال: قرية ار میله ، ومن الجنوب قرية الخليج العربي ، ومن الغرب قرية نخیلوه ، ومن جهة الشرق تنتهي بقرية مکاحیل.

## السكان
يبلغ عدد سكان هذه القرية حسب تعداد السكان لعام 2006 للميلاد، (100) نسمه من أهل السنة والجماعة وعلى المذهب الشافعي. سكان هذه القرية من الأصول العربية ويتكلمون اللغتي العربية والفارسية، لهم عدة مساجد، ومدرسة، وعيادة صحية صغيرة، وبركتان لحفظ مياه الأمطار، وميناء بحري صغير. يقوم السكان بالتجارة وصيد الأسماك والزراعة، وتربية المواشي والأغنام. كذلك لهم حوالي 500 نخلة مثمرة، وأراضي خصبة لزراعة القمح والشعير، ويزرع القمح والشعير في هذه البلدان بالاعتماد على ماء المطر في السقي، وفي وأحياناً أخرى يزرع بالاعتماد على الري بمياه الأفلاج والآبار.